# Jesús Peña (beisbolista)
Jesús Peña (nacido el 8 de marzo de 1975 en Santo Domingo) es un ex lanzador de relevo dominicano que jugó en la Liga Mayor de Béisbol desde 1999 hasta 2000 con los Medias Blancas de Chicago y Medias Rojas de Boston.
Un especialista en lanzarle a zurdos, Peña registró un récord de 2-1 con una efectividad de 5.21 y un salvamento en 48 partidos, cediendo 34 carreras (27 limpias) en 49 hits; ponchó a 40 y cedió 42 bases por bolas en 46 entradas y dos tercio de trabajo.
Peña también lanzó en el sistema de ligas menores de los Piratas, los Medias Blancas, los Medias Rojas, los Rangers y los Rockies desde 1995 hasta 2003. Se fue de 22-41 con una efectividad de 4.45 y 39 salvamentos en 300 juegos, incluyendo 229 bases por bolas; ponchó a 448 en 481.0 entradas lanzadas.